# Jean-Marie Stanislas Desandrouin
Pour les articles homonymes, voir Desandrouin.
Jean-Marie Stanislas Desandrouin, plus connu sous le nom de Stanislas Desandrouin, né le 7 mai 1738 à Lodelinsart (actuelle Belgique), et mort dans son château de Fresnes-sur-Escaut le 3 août 1821, est un des premiers entrepreneurs du charbon français. Il succède à son père Jean-Jacques Desandrouin dans la direction de la Compagnie des mines d'Anzin, et a notamment participé au relèvement de l'entreprise après la Révolution française.
Les deux châteaux de Stanislas Desandrouin à Fresnes-sur-Escaut (Château Desandrouin et Château des Douaniers) ont été inscrits le 30 juin 2012 sur la liste du patrimoine mondial de l'Unesco.

## Biographie
Jean-Marie Stanislas, plus tard marquis Desandrouin, seigneur d'Heppignies, de Lodelinsart et de Castillon, membre de l'État noble de Namur, naît le 7 mai 1738 à Lodelinsart (actuellement section de Charleroi en Belgique). Il succède à son père Jean-Jacques Desandrouin dans ses intérêts et sa position à la Compagnie des mines d'Anzin. Cette circonstance lui fait abandonner la Cour de Vienne où il a été fait chambellan de l'empereur. Fixé dès lors en France, il est fait chevalier de Malte, et plus tard, sous l'empire, Membre du Grand Collège électoral du département du Nord.
Stanislas a relevé l'établissement créé par son père et détruit par les Autrichiens en 1792.

## Vie privée
Stanislas Desandrouin épouse Joséphine Walhiers, avec laquelle il n'a pas vécu. Ils ont divorcé après la Révolution française. Il a eu, d'Angélique D'Hannetaire, deux filles, connues sous le nom de mesdemoiselles de Fontenelle. Leur mère a refusé, à cause de la différence de leur position respective, la main du marquis Desandrouin, qui, en l'an XI, épouse en secondes noces Louise-Josèphe Chalgrin, fille de l'illustre architecte Jean-François-Thérèse Chalgrin, et femme divorcée du libraire Saugrain.
Stanislas meurt le 3 août 1821 à l'âge de 83 ans dans son château de Fresnes-sur-Escaut. Par une étrange coïncidence, le jour de ses obsèques est aussi le jour de la fête du village de Fresnes-sur-Escaut qu'il avait tant contribué à développer. La commune, par un juste sentiment des convenances, a ajourné ses réjouissances publiques. Il repose dans le cimetière communal où un mausolée lui a été élevé. La face de gauche porte l'inscription « Il fut le conservateur des mines que son père avait découvertes, le soutien et le père de leurs nombreux ouvriers. Son nom est l'éloge de la vie, son souvenir est dans tous les cœurs ».

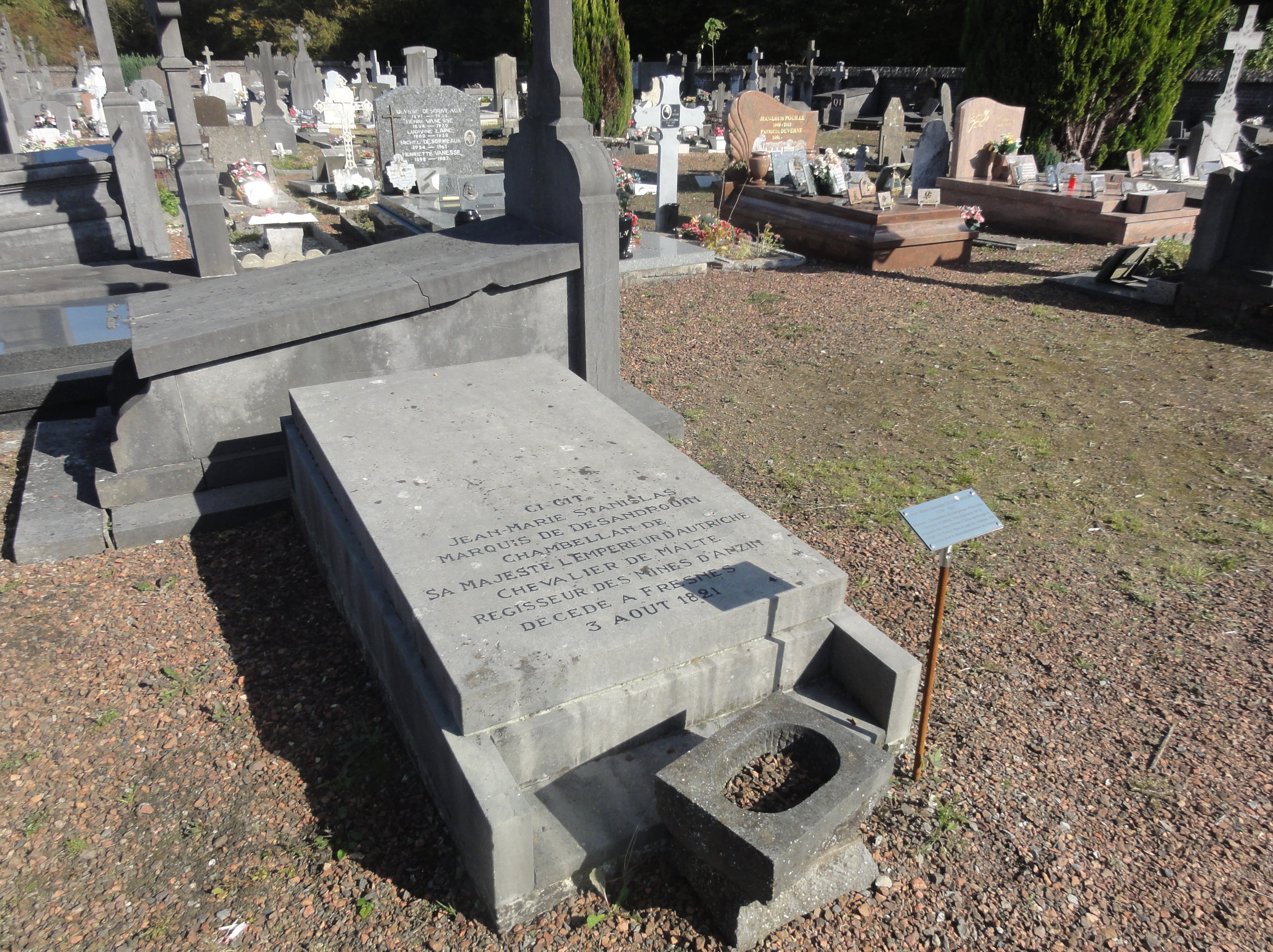
La tombe de Jean-Marie Stanislas Desandrouin sise en 2018 dans le carré d'honneur du cimetière de Fresnes-sur-Escaut. Elle n'est pas d'origine.
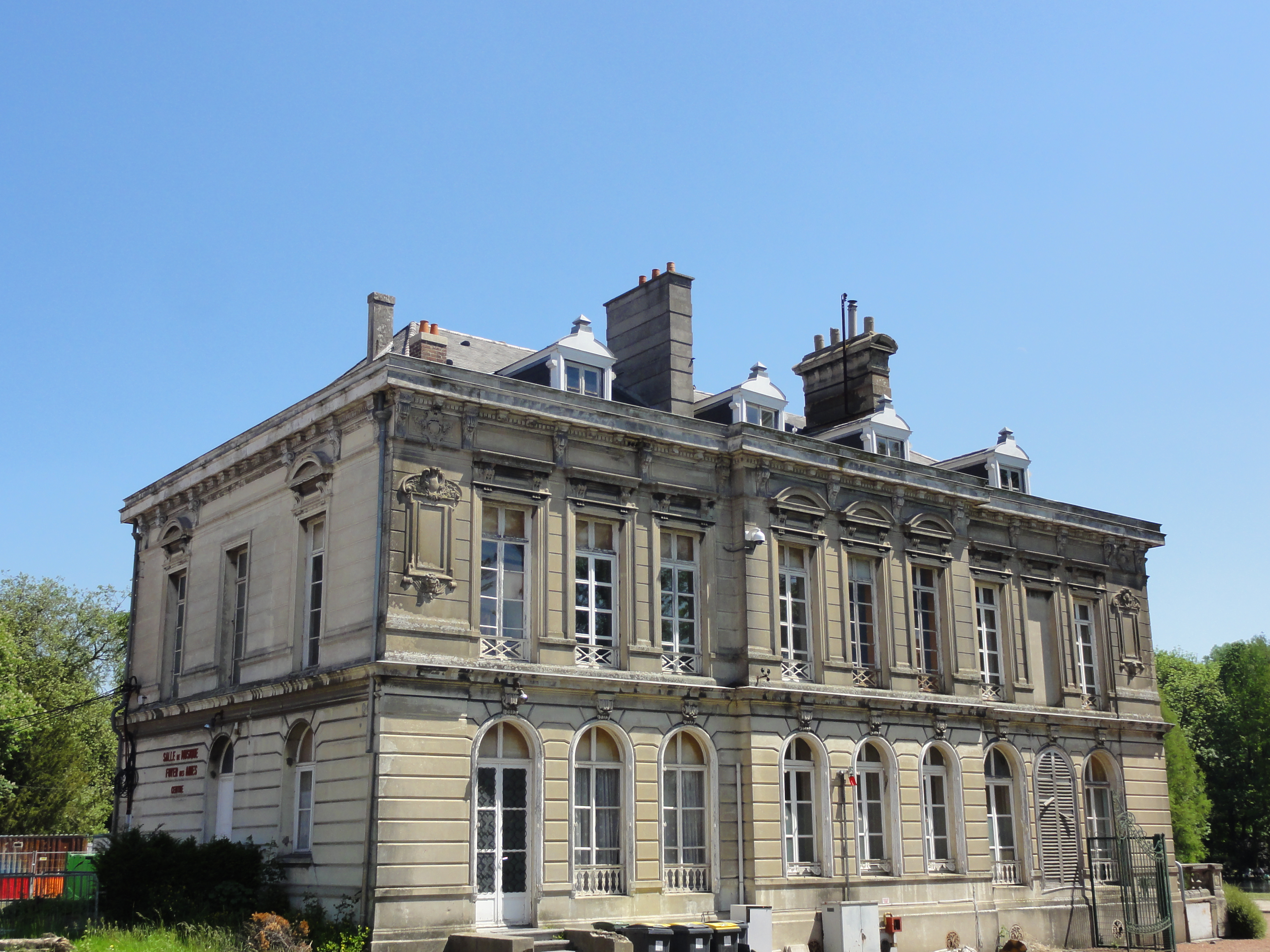
Le château de Stanislas Desandrouin, à Fresnes-sur-Escaut.

## Héritage
Stanislas laisse les débris de son immense fortune, dissipée par la prodigalité de sa seconde femme, aux enfants que madame Desandrouin avait eu de M. Saugrain, son premier mari. Ils n'ont conservé aucun intérêt dans les mines d'Anzin. Stanislas avait précédemment donné six deniers d'intérêts dans ces mines à ses deux filles qui, à leur mort, les lèguent aux héritiers légitimes de leur père.
Les deux châteaux de Stanislas Desandrouin à Fresnes-sur-Escaut font partie des 353 éléments répartis sur 109 sites qui ont été inscrits le 30 juin 2012 sur la liste patrimoine mondial de l'Unesco. Le Château Desandrouin constitue une partie du site no 6, et le Château des Douaniers constitue une partie du site no 2.
Construit par son père en 1760, Stanislas Desandrouin offrit le Château des Douaniers à Jacques Renard pour remerciement de services rendus pendant la Révolution. Jacques Renard lui donna une certaine notoriété en y installant le siège social des houillères dont il était administrateur et les bureaux de la mairie. À son décès en 1836, le château est racheté par Louis Clément, le beau-père de Louis Rossy.